# Château d'Edzell
Le château d'Edzell date du XVIe siècle, son jardin clos du XVIIe. Il se situe près du village d'Edzell à environ 5 km au nord de Brechin dans le "Council Areas" d'Angus en Écosse.
La construction du château a commencé aux alentours de 1520 par David Lindsay, 9e comte de Crawford, et agrandi par son fils, Sir David Lindsay, seigneur d'Edzell, qui a également aménagé le jardin en 1604. Le château a connu peu d'actions militaires. Il a été conçu, construit et utilisé plus comme une maison de campagne que comme une structure défensive. Il a été brièvement occupé par les troupes anglaises lors de l'invasion de l'Écosse en 1651 par Olivier Cromwell. En 1715 il est vendu par la famille Lindsay, et finalement se retrouve dans les titres du comte de Dalhousie. Il a été légué à l'état dans les années 1930, Il est maintenant géré par Historic Scotland et ouvert au public. Le château est constitué d'une maison-tour et ses dépendances, construites autour d'une cour.
Accolé à la tour se trouve un jardin clos unique en Écosse. Il a été replanté dans les années 1930 et l'on peut voir de nombreuses sculptures qui sont considérées comme ayant des liens avec l'ésotérisme, l'ordre de la Rose-Croix, et la Franc-maçonnerie.

## Histoire

### Origine
Le premier château (XIIe siècle) était une motte castrale en bois, construit pour protéger l'entrée de la vallée de Glenesk, un passage stratégique vers le nord des Highlands. La motte est encore visible à 300 mètres au sud-ouest du château actuel. Il était le siège de la famille Abbott ou Abbe et se situait au centre du village original d'Edzell aujourd'hui disparu. Le titre de Lords d'Edzell passa des Abbotts aux Stirlings de Glenesk, puis des Stirlings à la famille Lindsays. En 1358, Sir Alexander de Lindsay, 3e du nom, fils de David Lindsay de Crawford, épouse Katherine Stirling, héritière de la famille Striling. Le fils d'Alexander, prénommé David fut nommé comte de Crawford en 1398.
Edzell est devenu en 1513 la propriété de David Lindsay. Aux alentours de 1520, il décide d'abandonner le château originel pour construire une maison-tour et une cour défensive dans un lieu proche mais plus abrité.

## Description

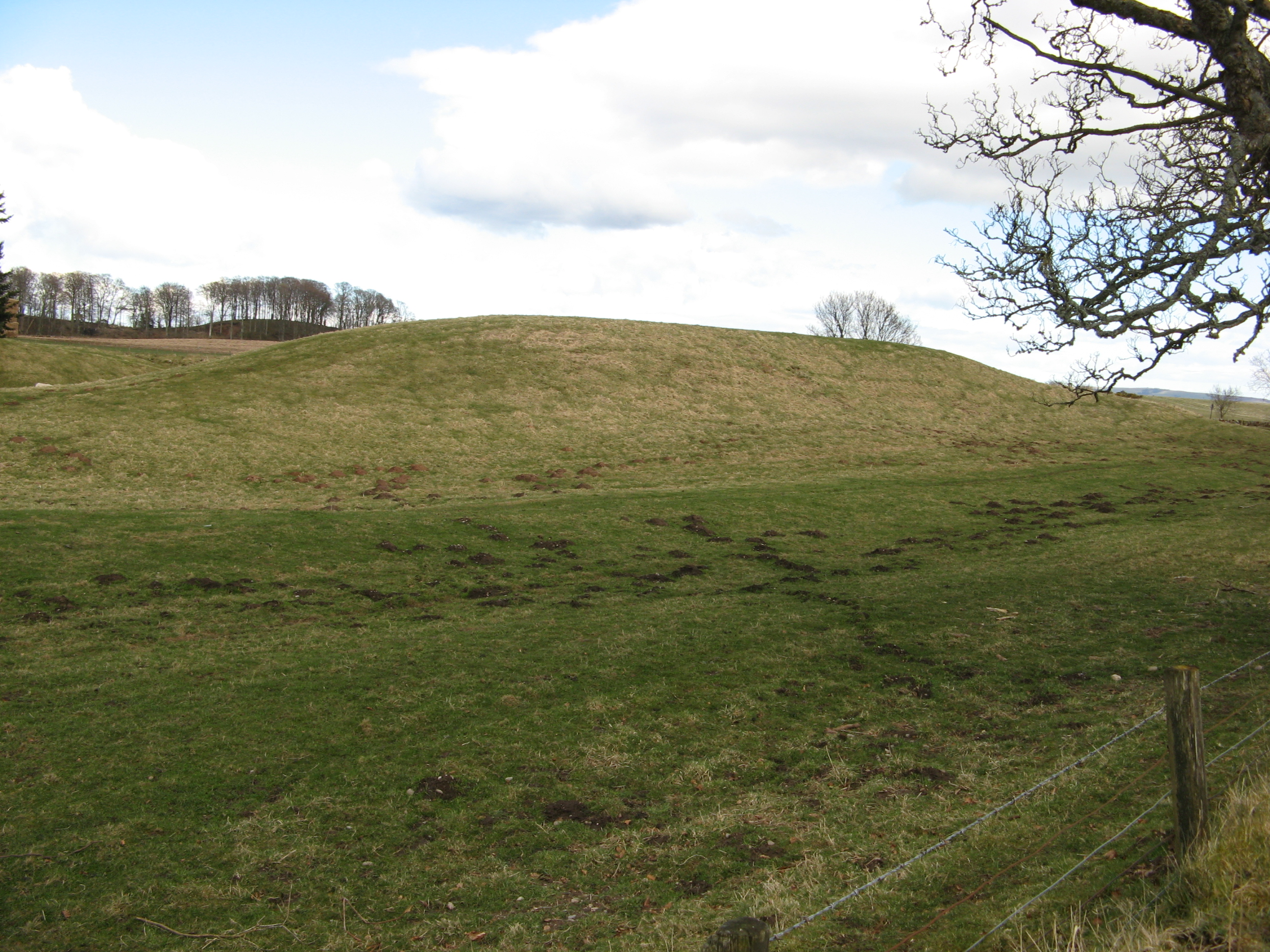
Motte du château d'Edzell.

### La motte
La motte toujours connue sous le nom de monticule du château est le seul vestige du premier château d'Edzell. Elle se situe à 300 mètres au sud-ouest du deuxième château. Le monticule est en partie d'origine naturelle. Elle mesure 36 mètres de long par 16 mètres de large, pour une hauteur de 4 mètres. Une enceinte de 61 mètres entoure la motte, cette enceinte été à son tour bordée par un profond fossé.

### Le château

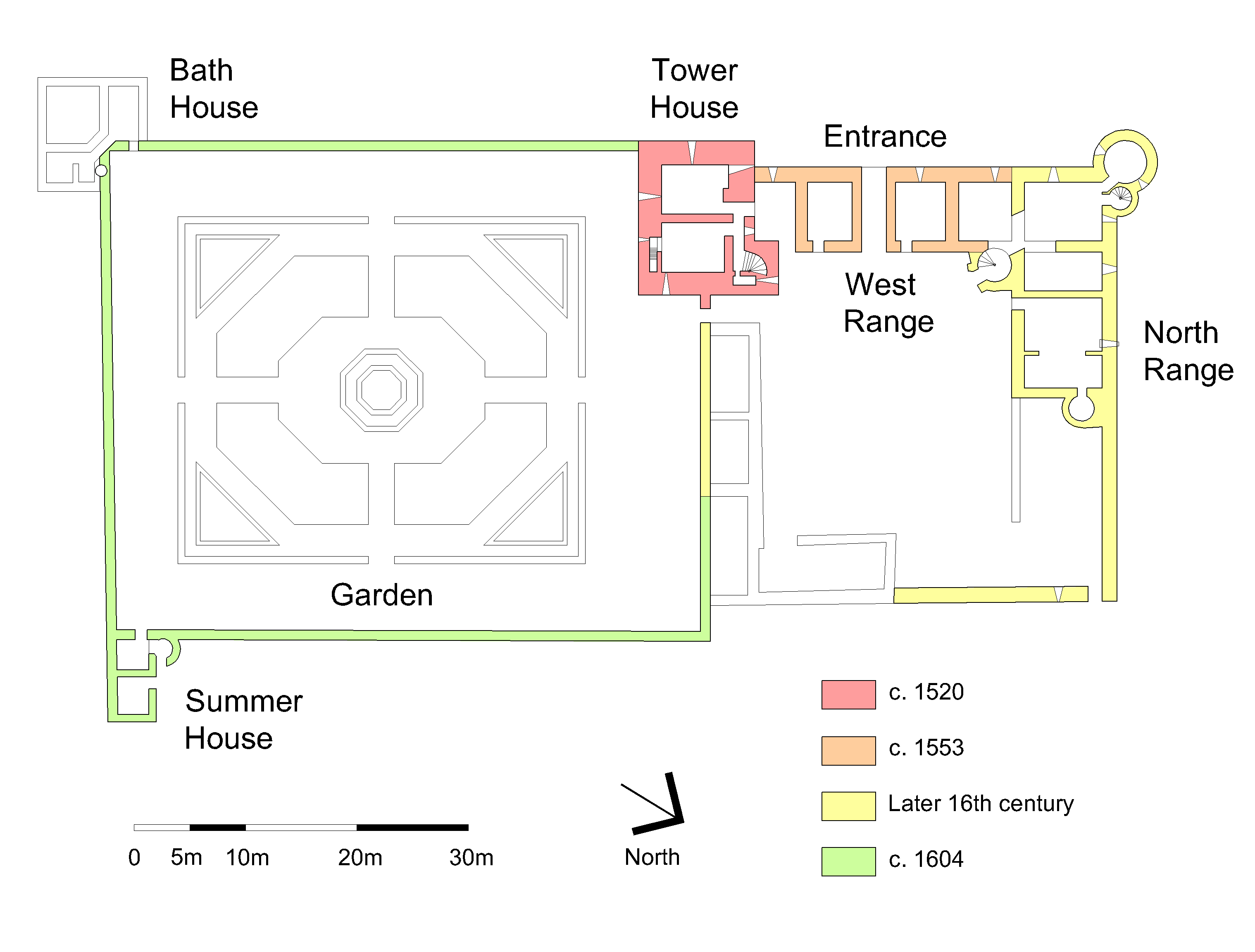
Plan du château.

Le château est composé d'une maison tour élevée au XVIe siècle, d'une dépendance ouest construite trente ans plus tard et une dépendance nord datant de la fin du XVIe. Les autres constructions du sud et de l'est ont aujourd'hui disparu. Les murs de grès rouge étaient à l'origine recouverts par un enduit traditionnel écossais : Harl.
La tour de 4 étages mesure 16 mètres (52 pieds) de haut, 13 mètres (43 pieds) de long pour 10 mètres (33 pieds) de large. Les murs mesurent plus de 2 mètres (6,6 pieds) d'épaisseur au niveau du sol, au 1er étage ils ne sont plus que de 1,5 mètre (4,9 pieds). L'entrée de la maison-tour se fait par une porte située sur la face nord. Cette porte est protégée par une canonnière qui en garde l'entrée.

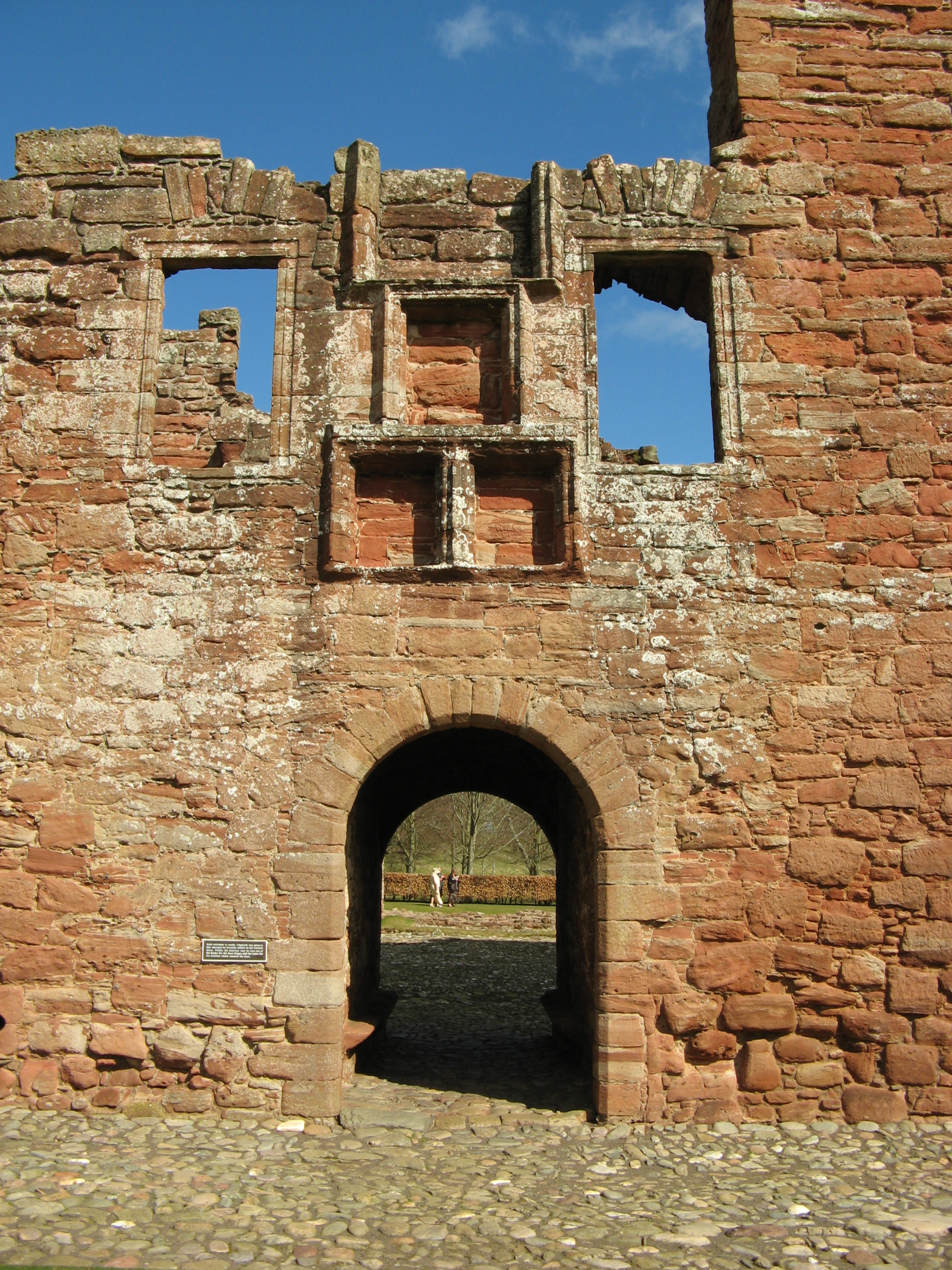
Porte du château.
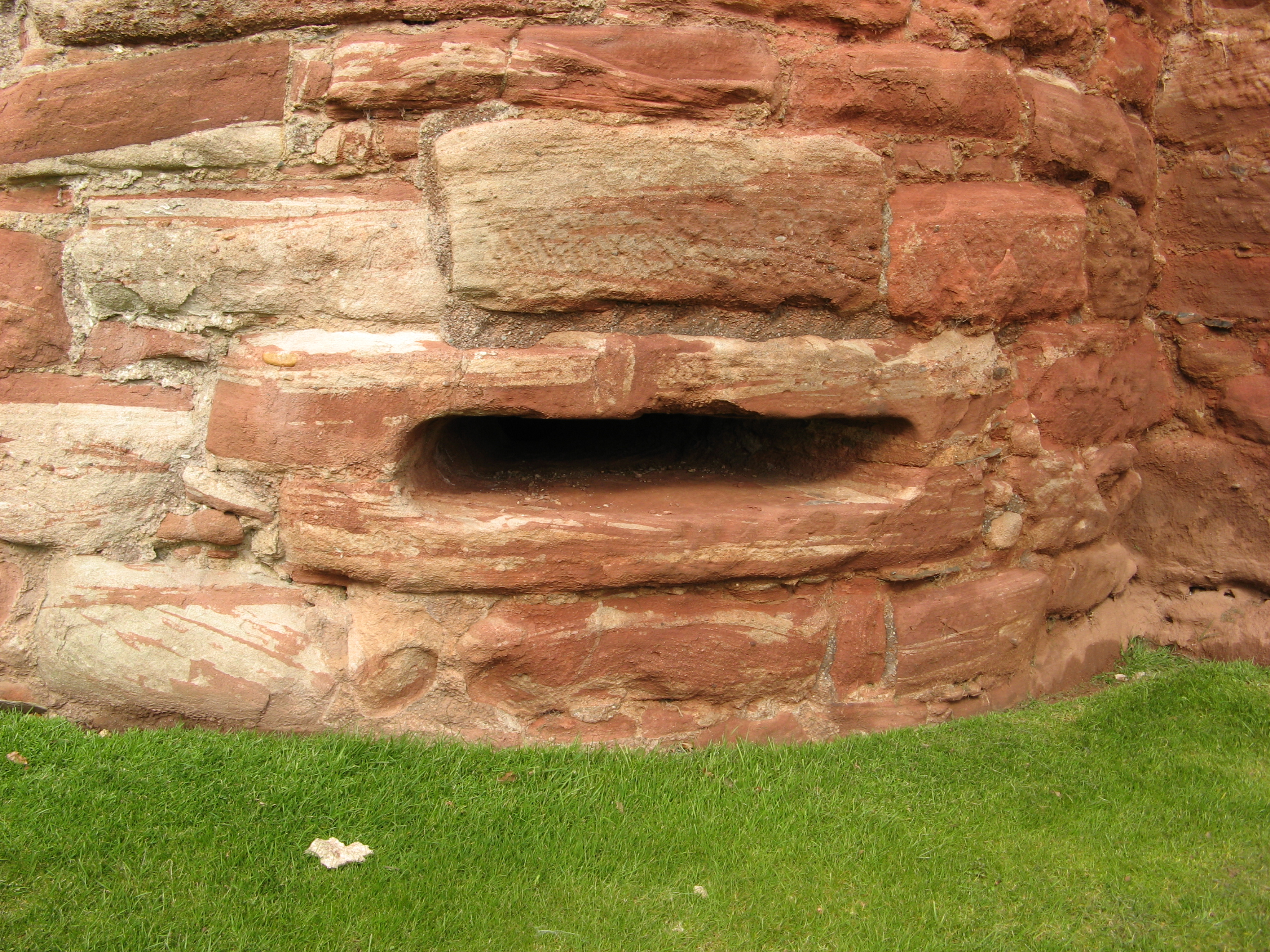
Canonnière.
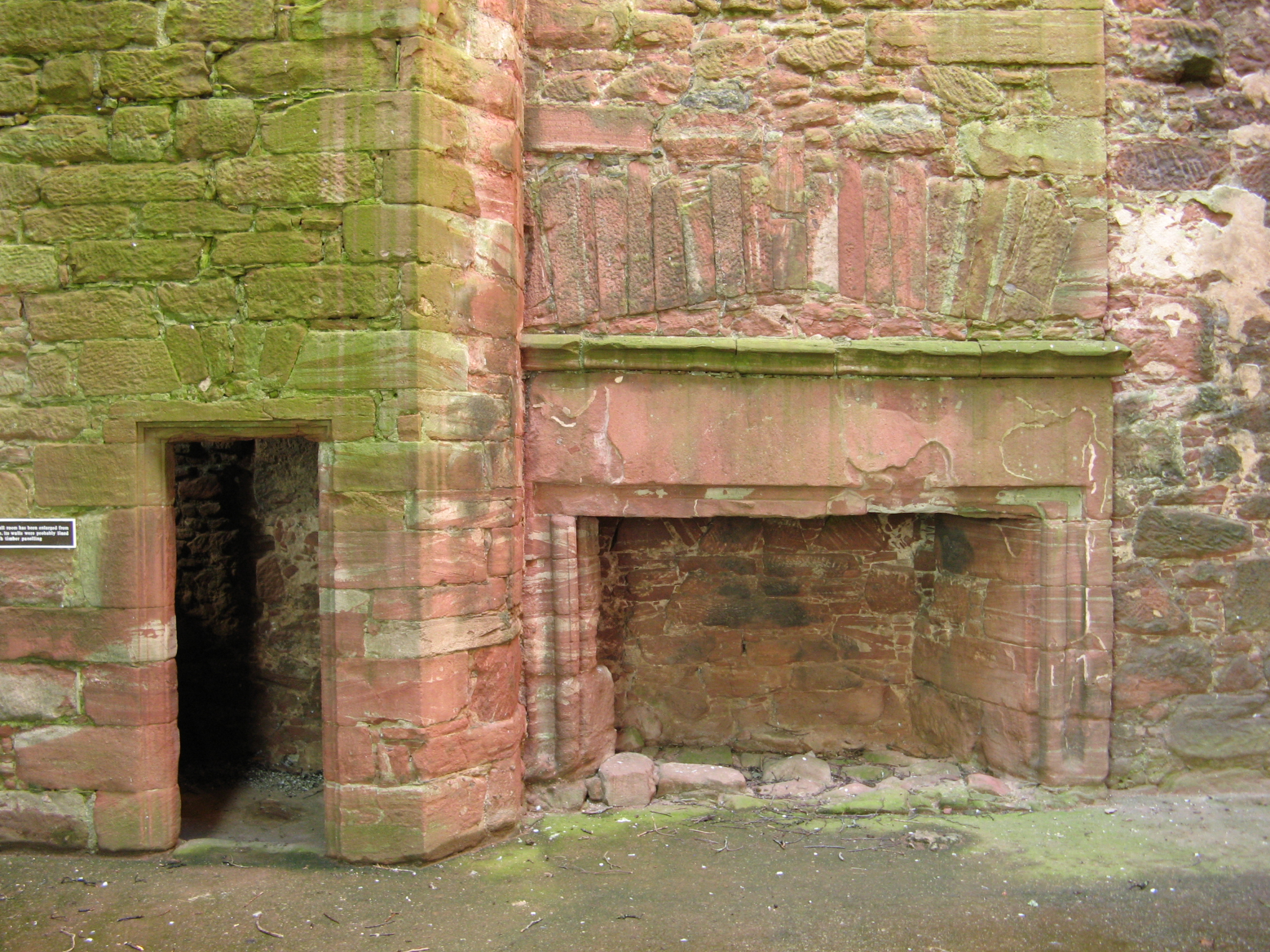
Cheminée.

### Le jardin clos

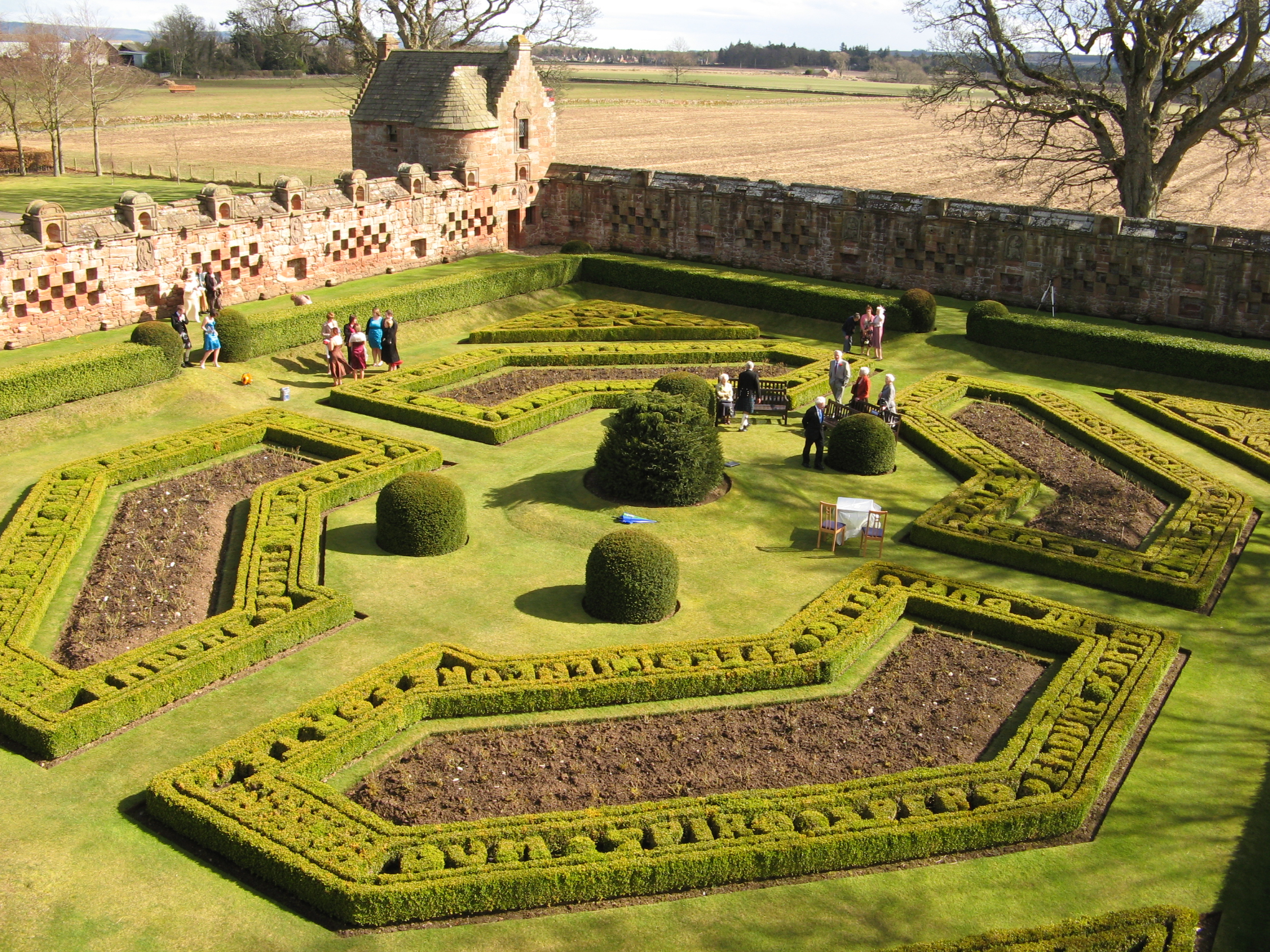
Le jardin clos vue de la maison tour.

Sir David Lindsay en plus des travaux d'agrandissement du château, a également entrepris la réalisation d'un jardin clos en 1604. Les jardins de ce type étaient probablement courant en Écosse au cours de la Renaissance, mais celui d'Edzell est l'un des rares à être parvenu jusqu'à nous. Le jardin permettait de se recueillir, il était également conçu pour ravir, divertir, instruire les invitées de Sir David. Sa réalisation a commencé vers 1604, pour être achevée à la hâte à sa mort en 1610.
Le jardin est encadré d'une enceinte rectangulaire de 52 mètres (170 pied) du nord au sud, et 43,5 mètres (143 pied) de l'est à l'ouest, le tout entouré par un mur de 3,6 mètres (12 pied) de haut. Le mur nord est en fait une partie de la cour du château, mais les trois autres sont ornés de décorations complexes. Les murs étaient divisés à intervalle régulier de 3 mètres par des pilastres (maintenant supprimés). Chaque compartiment ou section disposait d'une niche qui pouvait abriter une statue. Les niches du mur Est sont semi-circulaires avec des frontons sculptés de parchemins, et avec les symboles nationaux : le chardon, la fleur de lys, trèfle et la rose, rappelant l'Union des avocats de la Couronne d'Angleterre et d'Écosse, sous James VI en 1603. Les frontons sur le mur sud sont carrés.
Celles du mur Ouest n'existent pas, ce qui indique que les travaux ont dû s'arrêter prématurément à la suite du décès de Sir David. Sous certaines niches se trouve une série de trous 3 entourés d'une étoile, et douze trous carrés répartis en alternance sur 3 lignes. Sous les autres niches se trouvent des panneaux sculptés, 7 par mur sur 3 murs. Entre ces divers éléments, les murs sont décorés des armoiries de la famille Lindsay. 
Plusieurs espaces à l'intérieur des murs, telle que les ouvertures entourées d'une étoile, ont été conçues comme des trous de nidification pour les oiseaux.

#### Panneaux sculptés
Sur trois des quatre murs du jardin se trouvent des panneaux sculptés, représentant les sept vertus de l'église sur le mur ouest, les sept arts libres au sud, et les sept divinités planétaires sur le mur est. Chaque panneau mesure environ 1 mètre (3,3 pieds) de haut par 60–75 cm (2-2 ½ pieds) de large. Les divinités sont représentées dans un cadre de forme elliptique, les arts sont représentés sous des arches, et les vertus dans un cadre rectangulaire. W. Douglas Simpson décrit que les panneaux sur les vertus comme les moins bons, ce qui pourrait indiquer que l'argent venait à manquer pour le mur ouest.
| Divinités planétaires Représentations des sept divinités classique, en association avec les sept planètes connues à l'époque classique, apparaissent sur le mur est. - Luna - Mercure - Venus - Sol - Mars - Jupiter - Saturne | Arts Libres les sculptures représentent les sujets de trivium (grammaire, rhétorique et logique) qui, traditionnellement constituait le programme de baccalauréat, ainsi que le quadrivium qui conduisait à un diplôme de maîtrise, sont représentées sur le mur sud. - Grammatica (grammar), Endommagé - Rhetorica (rhetoric) - Dialectica (argument, ou logic) - Arithmetica (arithmetic) - Musica (music), Endommagé - Geometria (geometry) - Astronomia (astronomy), Manquant | Vertus de l'église Personnifications des trois vertus chrétiennes (la confiance, l'espérance et la charité), ainsi que les quatre vertus morales, sont gravées sur le mur ouest. - Fides (trust), Endommagé - Spes (hope) - Caritas (charity) - Prudentia (prudence) - Temperantia (temperance) - Fortitudo (fortitude) - Justice (justice) |

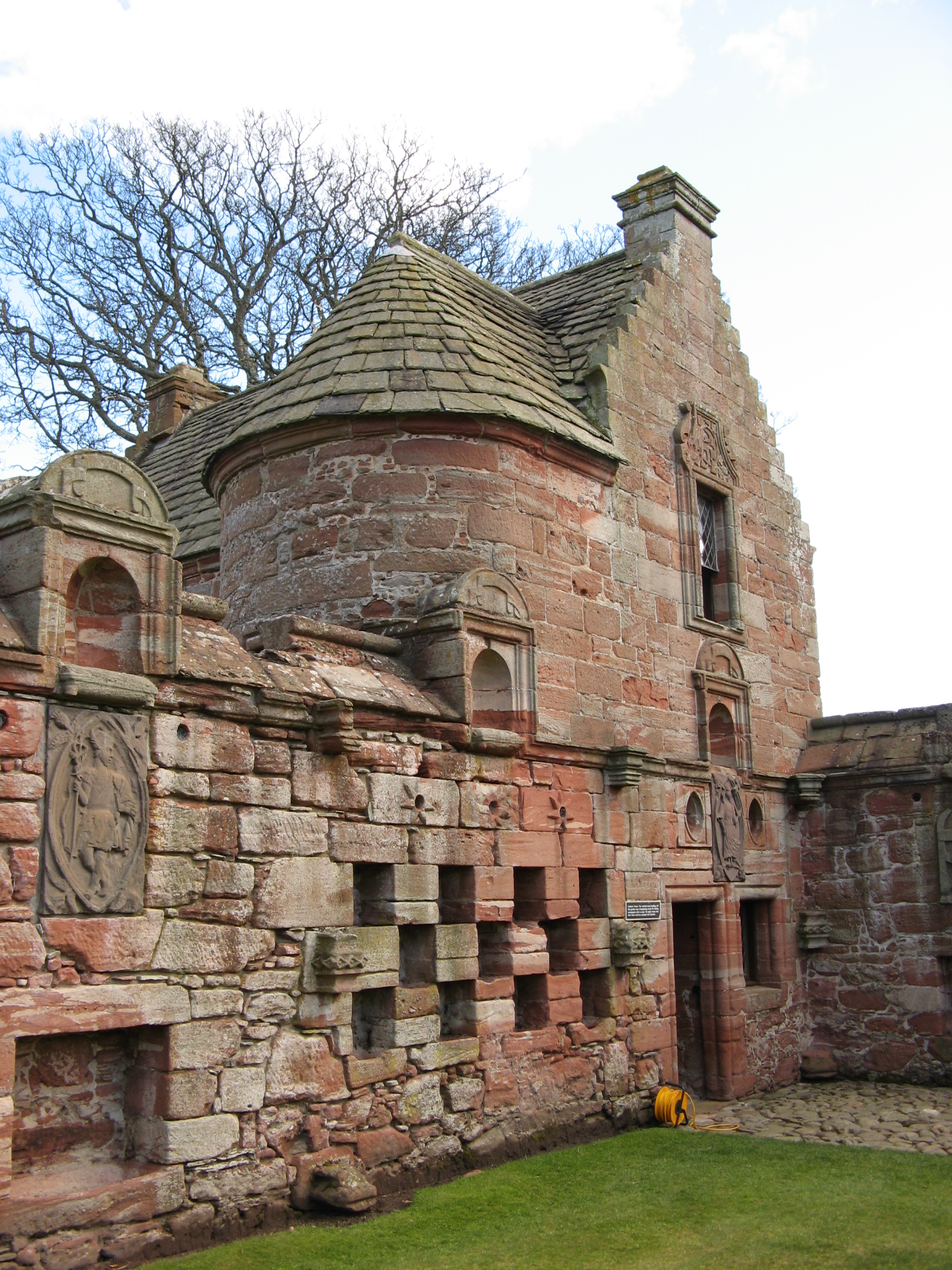
Le pavillon

|  |  |  |

#### Bâtiments et plantations
Pour compléter le jardin, un bain-douche et un pavillon d’été furent construits aux deux angles les plus éloignés du château. Le bain-douche est aujourd’hui en ruine, mais les deux étages du pavillon sont restés  indemnes. Ce dernier est composé de deux pièces, un rez-de-chaussée dont le plafond est en voûte d’arêtes et une chambre au premier étage, qui contient le seul exemple du château de boiseries murales en chêne sculpté. Charles McKean attribue le dessin et la construction des bâtiments du jardin au tailleur de pierre du Comté d'Aberdeen, Thomas Leiper, il fonde sa théorie sur les décorations élaborées des canonnières du pavillon d’été.
L’agencement des plantations fut recréé dans les années 1930. Il n’existe plus aucun plan des jardins créés à la renaissance, certains écrits tendent à prouver, que des fruits y poussaient au XVIIe siècle. Actuellement le jardin est un ensemble de haie décorative, orné de chardon d’Écosse, de rose anglaise et de fleur de lis française. Certaines plantations forment des lettres, qui reprennent les deux devises de la famille Lindsay : Dum Spiro Spero (textuellement « tant que je respire, j’espère », que l’on remplacerait en français par « tant qu’il y a de la vie il y a de l’espoir »), et Endure Forte (Supporter avec force).

#### Interprétation
Le symbolisme du jardin, en particulier celui des sculptures et la répétition de sept et trois, a inspiré de nombreuses interprétations. Les représentations qui sont sculptées étaient monnaie courante en Écosse à cette époque, elles utilisaient fréquemment l'art de mémoire, un moyen mnémotechnique associé à la franc-maçonnerie. l'art de mémoire est devenu une technique qui fait partie de la culture écossaise des tailleurs de pierre depuis la cour d'Anne de Danemark épouse de Jacques VI.